# Siri Mullinix
Siri Lynn Mullinix, mais conhecida como Siri Mullinix (Denver, 22 de maio de 1978), é uma futebolista estadunidense.